# NUDT16
NUDT16 (англ. Nudix hydrolase 16) – білок, який кодується однойменним геном, розташованим у людей на 3-й хромосомі. Довжина поліпептидного ланцюга білка становить 195 амінокислот, а молекулярна маса — 21 273.
| 10         |  | 20         |  | 30         |  | 40         |  | 50         |
| ---------- |  | ---------- |  | ---------- |  | ---------- |  | ---------- |
| MAGARRLELG |  | EALALGSGWR |  | HACHALLYAP |  | DPGMLFGRIP |  | LRYAILMQMR |
| FDGRLGFPGG |  | FVDTQDRSLE |  | DGLNRELREE |  | LGEAAAAFRV |  | ERTDYRSSHV |
| GSGPRVVAHF |  | YAKRLTLEEL |  | LAVEAGATRA |  | KDHGLEVLGL |  | VRVPLYTLRD |
| GVGGLPTFLE |  | NSFIGSAREQ |  | LLEALQDLGL |  | LQSGSISGLK |  | IPAHH      |

A: Аланін

C: Цистеїн

D: Аспарагінова кислота

E: Глутамінова кислота

F: Фенілаланін

G: Гліцин

H: Гістидин

I: Ізолейцин

K: Лізин

L: Лейцин

M: Метіонін

N: Аспарагін

P: Пролін

Q: Глутамін

R: Аргінін

S: Серин

T: Треонін

V: Валін

W: Триптофан

Кодований геном білок за функцією належить до гідролаз. 
Задіяний у таких біологічних процесах, як метаболізм нуклеотидів, альтернативний сплайсинг. 
Білок має сайт для зв'язування з нуклеотидами, іонами металів, іоном магнію, РНК, іоном марганцю. 
Локалізований у цитоплазмі, ядрі.